# Demonax spinifer
Demonax spinifer är en skalbaggsart som beskrevs av Maurice Pic 1920. Demonax spinifer ingår i släktet Demonax och familjen långhorningar. Inga underarter finns listade i Catalogue of Life.